# Nová Role
Nová Role är en stad i Tjeckien.   Den ligger i regionen Karlovy Vary, i den västra delen av landet, 120 km väster om huvudstaden Prag. Nová Role ligger 439 meter över havet och antalet invånare är 4 047.
Terrängen runt Nová Role är kuperad norrut, men söderut är den platt.Runt Nová Role är det tätbefolkat, med 881 invånare per kvadratkilometer. Närmaste större samhälle är Karlovy Vary, 7,5 km sydost om Nová Role. Omgivningarna runt Nová Role är en mosaik av jordbruksmark och naturlig växtlighet.